# Constituição Polonesa de 3 de maio de 1791

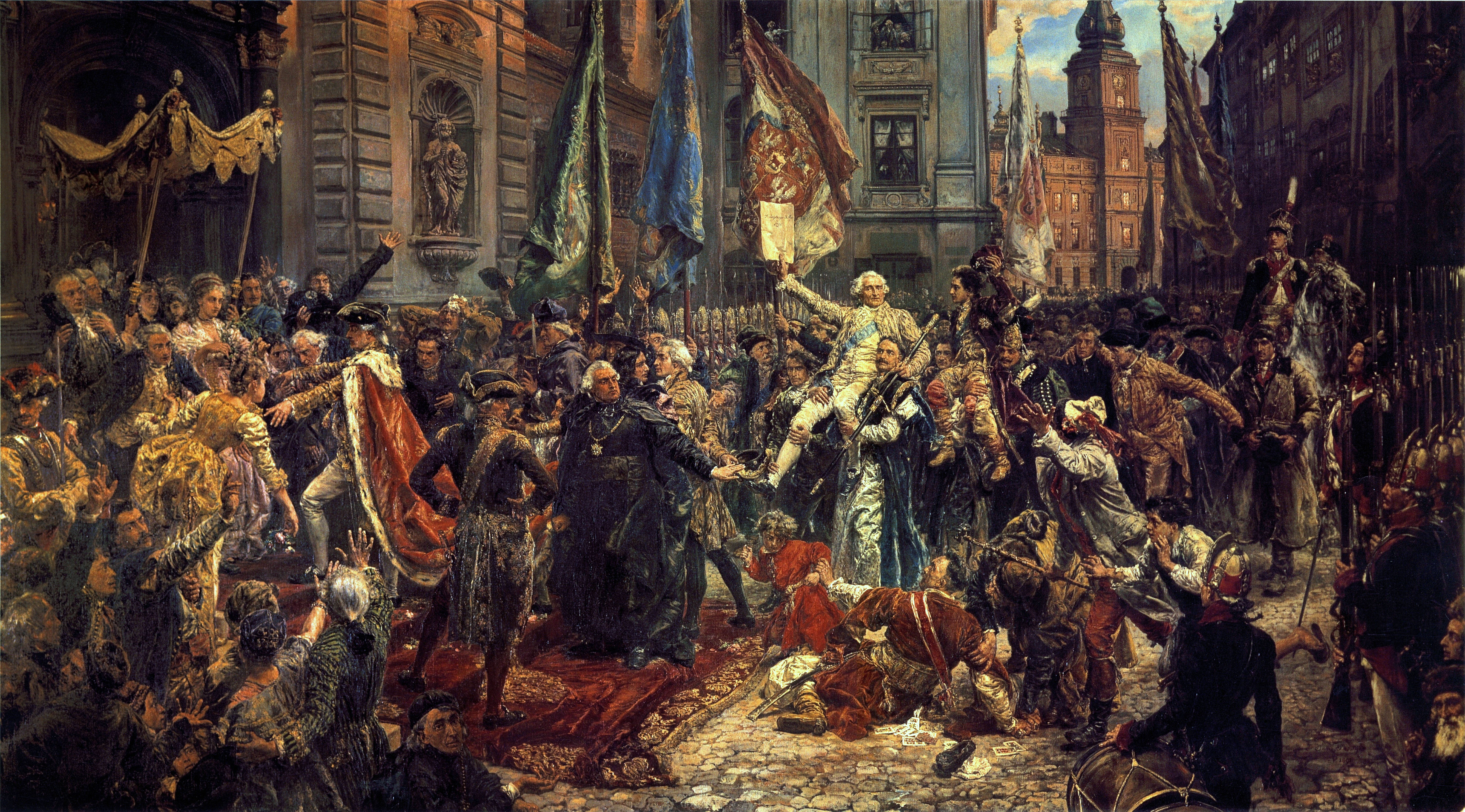
A Constituição de 3 de maio (pintura de Jan Matejko, 1891). O rei Estanislau Augusto (à esquerda com o manto real vermelho), entra na Catedral de São João, onde os deputados da Sejm jurarão defender a nova Constituição; ao fundo, o Castelo Real de Varsóvia, onde a Constituição há pouco foi aprovada.

A Constituição Polonesa de 3 de maio de 1791 (polonês: Konstytucja Trzeciego Maja) é considerada a segunda moderna constituição nacional codificada da Europa, depois da Constituição da Córsega de 1755, assim como a terceira mais antiga no mundo, depois da Constituição dos Estados Unidos. Foi instituída por Ato de Governo (polonês: Ustawa rządowa) aprovado naquela data pela Sejm (parlamento) da República das Duas Nações. Foi idealizada para reparar defeitos políticos há muito tempo existentes na federativa República das Duas Nações e sua Liberdade dourada. A Constituição introduziu a igualdade política entre as "pessoas comuns" e a nobreza (szlachta) e colocou os camponeses sob a proteção do governo, para desse modo atenuar os piores abusos da servidão. A Constituição aboliu perniciosas instituições parlamentares como, por exemplo, o liberum veto, que havia colocado a Sejm à mercê de qualquer deputado que pudesse votar, ou ser subornado por um interesse ou força estrangeira, desfazendo toda a legislação que tivesse sido aprovada por aquela Sejm. A Constituição de 3 de maio buscou suplantar a anarquia existente nutrida por alguns dos magnatas reacionários do país, com uma monarquia constitucional igualitária e democrática.
A adoção da Constituição de 3 de maio provocou uma reação de hostilidade por parte dos vizinhos da República. Na Guerra em defesa da Constituição, a Polônia foi traída pela sua aliada a Prússia de Frederico Guilherme II e derrotada pela Rússia Imperial de Catarina, a Grande, aliada com a Confederação Targowica, uma conspiração de magnatas poloneses que se opuseram às reformas que poderiam enfraquecer suas influências. Apesar da derrota e a subsequente Segunda partição da Polônia, a Constituição de 3 de maio influenciou os movimentos democráticos posteriores no mundo. Permaneceu, após o desaparecimento da República em 1795, pelos próximos 123 anos das partições polonesas, um ideal a ser atingido na luta para se conseguir o restabelecimento da soberania polonesa.

## História

### Fatos que a antecederam
A Constituição de 3 de maio foi uma resposta à situação extremamente perigosa por que atravessava a República das Duas Nações, apenas um século e meio antes uma grande potência europeia e o mais extenso país do continente. Quase dois séculos antes da Constituição de 3 de maio, o padre jesuíta da corte do Rei Sigismundo III Vasa, Piotr Skarga, já tinha condenado as fraquezas individuais e coletivas dos cidadãos da República. Do mesmo modo e na mesma época, escritores e filósofos tais como Andrzej Frycz Modrzewski, Wawrzyniec Grzymała Goślicki e Jan Zamoyski, em sua egzekucja praw (Execução das Leis), já vinham defendendo as reformas.
No início do século XVII, os magnatas da Polônia e Lituânia possuíam quase que o controle total da República; desse modo, impediam que qualquer reforma que viesse enfraquecer seus privilégios pudesse acontecer. Eles zelavam pelos seus próprios interesses e negligenciavam o bem-estar público. Participavam de vastos banquetes, bebedeiras e outros tipos de divertimentos, enquanto os camponeses viviam na miséria e os habitantes das cidades estavam cercados por um conjunto de leis antimunicipais que os colocavam em uma condição muito pior do que as que vivenciavam seus prósperos contemporâneos do Ocidente.
Muitos historiadores sustentam que a causa principal da queda da República foi a peculiar instituição do liberum veto ("veto livre"), que desde 1652 tinha como princípio permitir a qualquer deputado da Sejm anular toda e qualquer decisão que aquela Sejm tivesse aprovado. Deste modo deputados subornados por magnatas, por poderes estrangeiros, ou simplesmente ignorantes e levados a acreditar que estavam vivendo em algum tipo de "Era dourada," por mais de um século paralisaram o governo da República. A ameaça do liberum veto pôde, contudo, ser anulada pelo estabelecimento de uma "sejm confederada", que funcionava imune do liberum veto. A Sejm de quatro anos, ou "Grande", Sejm de 1788–1792, que aprovaria a Constituição de 3 de maio de 1791, foi uma sejm confederada; e somente devido a esse fato é que ela teve condições de discutir uma lei tão radical.	
No reinado (1764–1795) do último rei polonês, Estanislau Augusto Poniatowski, o Iluminismo tinha começado a tomar forma na Polônia. O Rei iniciou com reformas cautelosas. "Comissões" fiscal e militar (ministros) foram criadas. Um imposto à nível nacional foi instituído. Foram discutidas minuciosamente reformas constitucionais. Porém, a ideia de reformas na República foi encarada com crescente desconfiança pelos países vizinhos, que estavam contentes com a sua impotência e detestavam a ideia de ter uma potência — e ainda democrática — em suas fronteiras.
Por este motivo a Imperatriz Catarina, a Grande da Rússia e o Rei Frederico o Grande da Prússia provocaram um conflito entre os deputados conservadores da Sejam e o Rei com relação a direitos civis para as minorias religiosas. Catarina e Frederico declararam seu apoio à nobreza polonesa (szlachta) e suas "liberdades", e em outubro de 1767 as tropas russas se instalaram às portas da capital polonesa, Varsóvia. O Rei e seus partidários, em face da superioridade militar russa, não tiveram escolha a não ser aceitar as condições russas, ou seja, aceitar os cinco princípios "eternos e imutáveis" que Catarina jurou "proteger em nome das liberdades polonesas": as eleições livres dos reis; o direito do liberum veto; o direito a romper com a submissão ao rei, e se rebelar contra ele (rokosz); e o direito exclusivo da szlachta aos cargos públicos, à terra, e o poder dos proprietários de terra sobre a vida e morte de seus camponeses.
Nem todos na República concordaram com a decisão do Rei Stanisław Augusto. Em 29 de fevereiro de 1768, diversos magnatas, inclusive Kazimierz Pułaski, juraram se opor à intervenção russa, declarando Stanisław Augusto um "lacaio da Rússia e Catarina" e formaram uma confederação na cidade de Bar. A Confederação de Bar iniciou uma guerra civil com a intenção de destronar o Rei e atuou até 1772, quando foi esmagada pela intervenção russa.

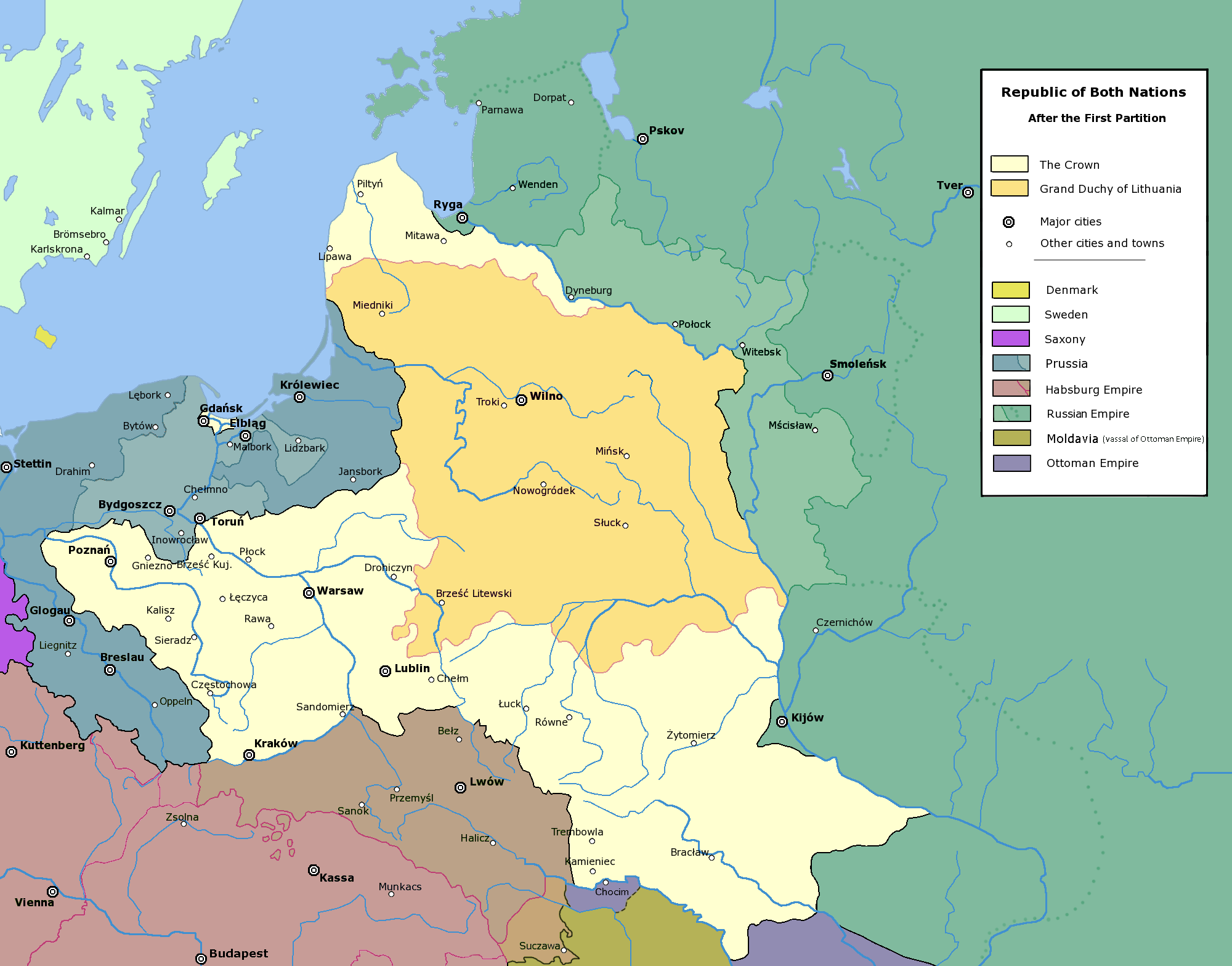
A Primeira Partição da República das Duas Nações (1772).

A derrota da Confederação de Bar serviu para sinalizar o próximo ato no desdobramento do drama. Em 5 de agosto de 1772, em São Petersburgo, Rússia, as três forças vizinhas, Rússia, Prússia e Áustria, assinaram o tratado da Primeira Partição. A República das Duas Nações perderia cerca de 78 000 quilômetros quadrados de seu território, permanecendo ainda com 192 000 quilômetros quadrados. Isto foi justificado por razões da anarquia na República e a recusa posterior de cooperar com os esforços de seus vizinhos para restabelecer a ordem. As três forças ordenaram que a Sejm ratificasse esta primeira partição, ameaçando-o de futuras partições caso isto não fosse aceito. O Rei Stanisław Augusto cedeu à pressão e em 19 de abril de 1773, convocou a Sejm para a sessão. Somente 102 deputados atenderam ao pedido; os restantes, discordando da atitude do rei, se recusaram a comparecer. Apesar dos protestos a Primeira Partição da Polônia foi ratificada.
A primeira das três sucessivas partições do território da República pela Rússia, Prússia e Áustria no século XVIII que riscariam a Polônia do mapa da Europa, deixou claro para as mentes progressistas que a República precisava de reformas urgentes ou então pereceria. Mesmo antes da Primeira Partição, um deputado da Sejm tinha sido enviado para pedir aos filósofos franceses Gabriel Bonnet de Mably e Jean-Jacques Rousseau que tentassem esboçar uma constituição para uma nova Polônia. Mably entregou suas recomendações em 1770–1771; Rousseau terminou suas "Considerações ao Governo da Polônia" em 1772, quando a Primeira Partição já se encontrava em curso.
Apoiada pelo Rei Stanisław Augusto, uma nova onda de reformas foi introduzida. A mais importante tratava da criação (1773) de uma Comissão de Educação Nacional — o primeiro Ministério da Educação no mundo. Novas escolas foram abertas nas cidades e na zona rural, livros didáticos padronizados foram impressos, professores foram formados, estudantes pobres ganharam bolsas de estudos. O Exército foi modernizado; e outro de reserva foi formado. Foram introduzidas reformas econômicas e comerciais tidas anteriormente pela szlachta como sendo sem importância e o desenvolvimento de indústrias foi encorajado. Foram dados alguns direitos aos camponeses. Um novo serviço de Polícia anticorrupção foi criado. Tudo, desde o sistema de estradas até o de prisões foi reformado. Um novo corpo executivo foi criado, o Conselho Permanente (polonês: Rada Nieustająca), composto por cinco ministérios.

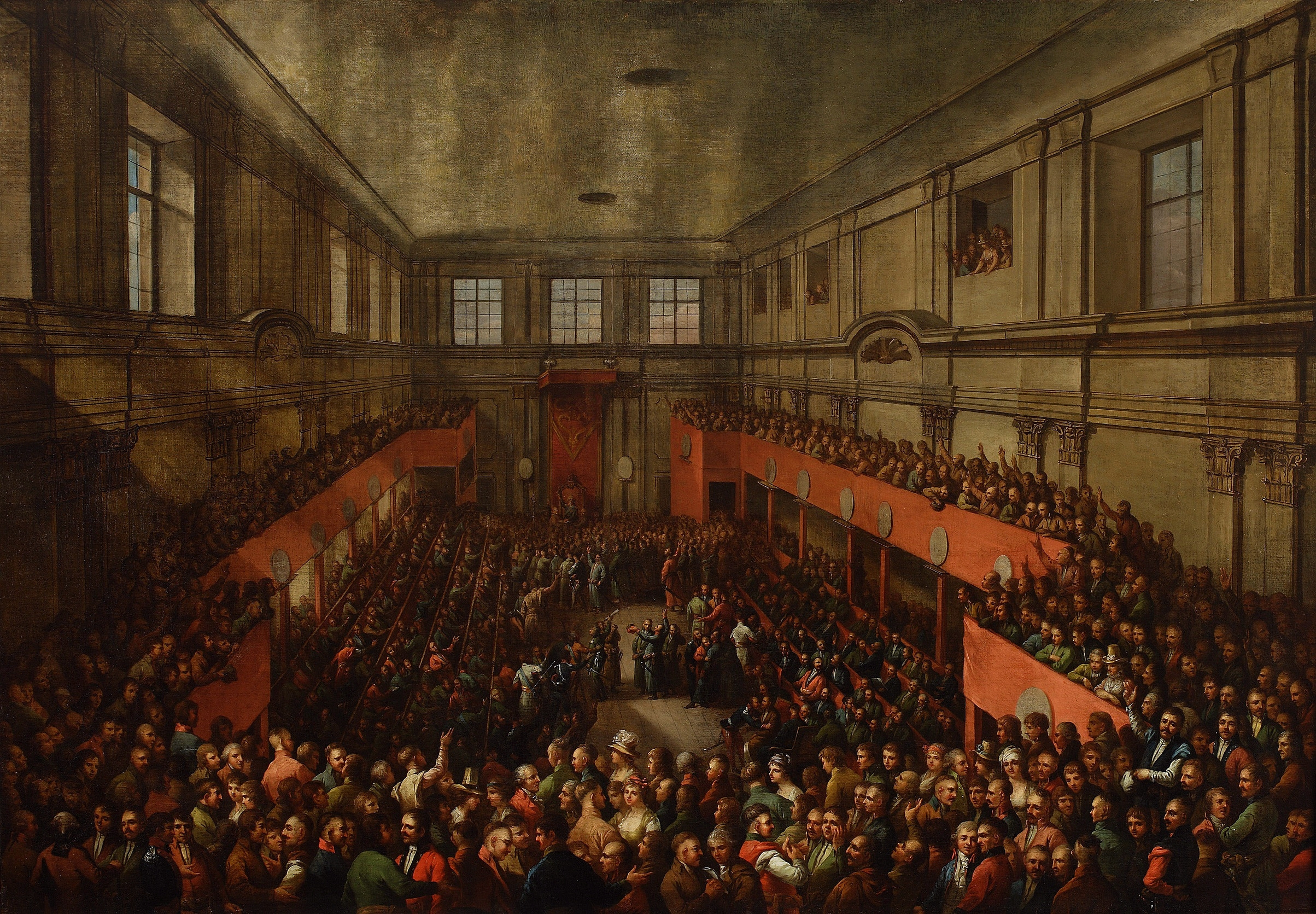
Em 1791, a "Grande" ou Sejm de quatro anos de 1788–1792 aprovou a Constituição de 3 de maio no Castelo Real em Varsóvia (reconstruído nos anos de 1970 após sua deliberada destruição pelos alemães na Segunda Guerra Mundial).

Em 1776 a Sejm designou o Chanceler Andrzej Zamoyski para que criasse um novo código de leis, o Código Zamoyski. Em 1780, sob a direção de Zamoyski, um código (Zbiór praw sądowych) foi produzido. Teria fortalecido o poder real, colocado todos os cargos oficiais sob a responsabilidade da Sejm, deixado o clero e suas finanças sob a supervisão estatal e privado a szlachta sem terras de muitas de suas imunidades legais. O código de leis progressistas de Zamoyski, que continha elementos da reforma constitucional, não foi aprovado pela Sejm.

### A aprovação
Os vizinhos da Polônia estavam muito ocupados com guerras — especialmente contra o Império Otomano — e com seus próprios problemas internos para intervirem pela força na Polônia. Surgiu então a grande oportunidade para se fazerem as reformas durante a instalação da "Grande" ou "Sejm de quatro anos" de 1788–1792, que foi aberta em 6 de outubro de 1788. Enquanto uma nova aliança entre a República das Duas Nações e a Prússia parecia garantir a segurança contra a intervenção russa. O Rei Stanisław August Poniatowski juntou-se aos líderes reformistas do Partido Patriótico. Uma nova Constituição foi esboçada pelo Rei, com as contribuições de Stanisław Małachowski, Ignacy Potocki, Hugo Kołłątaj, Stanisław Staszic, o secretário do Rei da Itália Scipione Piattoli, e outros.
Os defensores da Constituição, com medo da violência dos membros do Partido Moscovita (também conhecido como os "Hetmans") e com muitos deputados da oposição ainda ausentes devido ao recesso de Páscoa, iniciaram o debate do Ato de Governo antecedendo em dois dias da data original marcada para 5 de maio. Os debates e a aprovação do Ato de Governo se assemelhou a um golpe de estado: muitos deputados favoráveis às reformas chegaram bem cedo, em segredo e os guardas reais foram posicionados no Castelo Real onde a Sejm estava reunida, para evitar que os partidários moscovitas interrompessem o processo. A Constituição ("Ato de Governo") foi lida e aprovada pela maioria, para o entusiasmo da multidão que aguardava do lado de fora.

### A queda
A Constituição de 3 de maio de 1791, esteve em vigor por apenas um ano antes de ser derrubada pelos exércitos russos aliados com a Confederação Targowica, na Guerra em defesa da Constituição.
As guerras entre a Turquia e a Rússia e a Suécia e a Rússia tinham agora terminado. A Imperatriz Catarina estava furiosa com a aprovação da Constituição de 3 de maio, que ameaçava a influência russa na Polônia. A Rússia via a Polônia como um protetorado de facto. Os contatos dos reformadores poloneses com a Assembléia Nacional Revolucionária Francesa eram vistos pelos vizinhos da Polônia como evidência de uma conspiração e uma ameaça às monarquias absolutistas. O estadista prussiano Ewald von Hertzberg expressou o medo dos conservadores europeus: "Os poloneses deram o coup de grâce à monarquia prussiana ao votarem uma constituição".

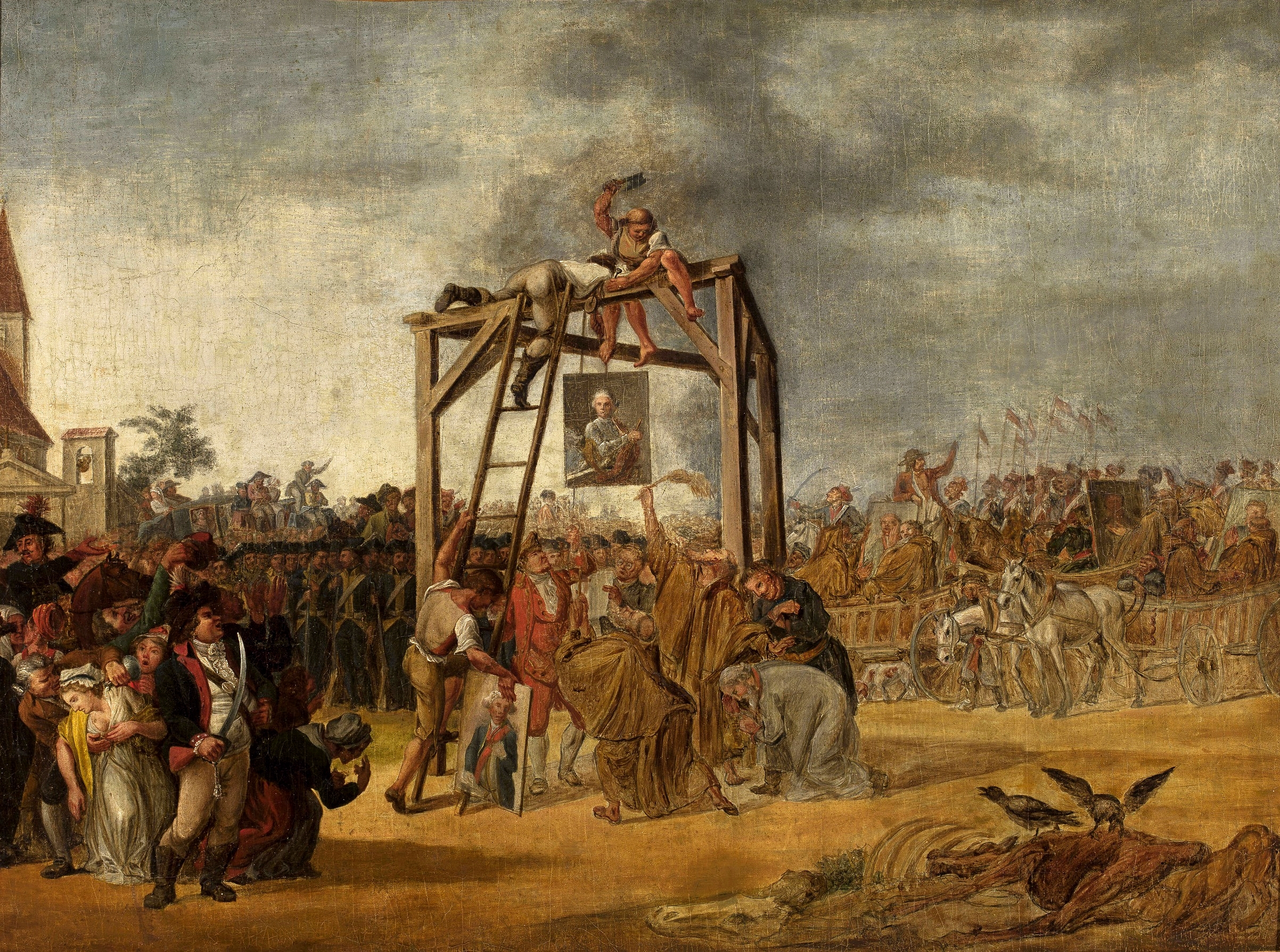
A simulação do enforcamento dos traidores da Confederação Targowica (Varsóvia, 1794). Pintura de Jan Piotr Norblin.

Um número de magnatas contrários à Constituição desde o início, tais como Feliks Potocki e Ksawery Branicki, pediram a Tsarina Catarina para intervir a fim de restaurar seus privilégios enfraquecidos pela constituição. Com seu apoio eles formaram a Confederação Targowica e em sua proclamação denunciaram a Constituição por espalhar o "contágio de idéias democráticas". Eles afirmaram que "As intenções de Sua Alteza a Imperatriz da Rússia [Catarina, a Grande], aliada da Comunidade polonesa, em introduzir seu exército, são e tem sido nada menos do que restabelecer a liberdade à Comunidade e aos poloneses e em particular a todos os cidadãos do país, segurança e felicidade". Em 18 de maio de 1792, cerca de 20 000 Confederados cruzaram a fronteira da Polônia, juntamente com 97 000 integrantes de tropas de veteranos russos.
O Rei polonês e os reformadores podiam contar com um exército de apenas 37 000 homens, muitos deles recrutas inexperientes. O Exército polonês, sob o comando do sobrinho do Rei, Józef Poniatowski e Tadeusz Kościuszko, derrotou os russos em várias ocasiões, mas o próprio Rei negociou um golpe mortal à causa polonesa: quando em julho de 1792 Varsóvia foi ameaçada pelo cerco dos russos, o Rei chegou a acreditar que a vitória fosse impossível contra os russos numericamente superiores e que render-se seria a única alternativa para uma derrota total e um massacre dos reformistas.
Em 24 de julho de 1792, o Rei Stanisław Augusto abandonou a causa reformista e se uniu à Confederação Targowica. O Exército polonês foi dissolvido. Muitos líderes reformistas, acreditando que a causa estivesse perdida, se autoexilaram.
O Rei, contudo, não salvou a República. Para a surpresa dos confederados Targowica, aconteceu a Segunda partição da Polônia. A Rússia tomou cerca de 250 000 quilômetros quadrados e a Prússia 58 000. A República possuía agora não mais do que 212 000 quilômetros quadrados. O que resultou da República foi apenas um mero pequeno estado-tampão com um rei-fantoche e um exército russo.
Por um ano e meio os patriotas poloneses esperaram, enquanto planejavam uma revolta. Em 24 de março de 1794, na Cracóvia, Tadeusz Kościuszko iniciou o que viria a ser conhecida como a Revolta de Kościuszko. Em 7 de maio ele publicou a "Proclamação de Połaniec" (Uniwersał Połaniecki), concedendo liberdade e propriedade de terra a todos os camponeses que lutassem na revolta.

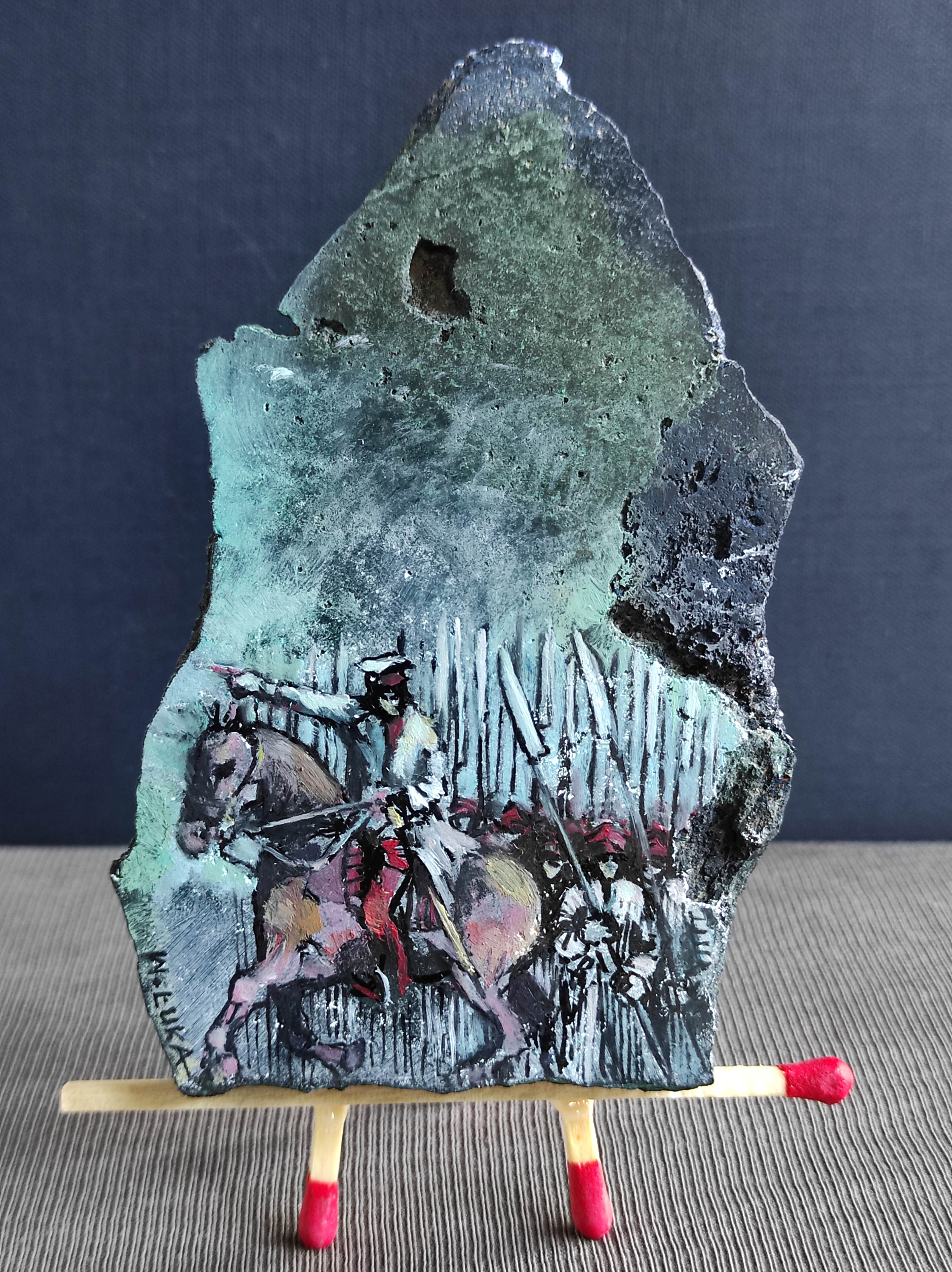
A Batalha de Racławice. Pintura de Wojciech Łuka no o Museu de Arte Profissional Miniatura Henryk Jan Dominiak em Tychy.

Após algumas vitórias iniciais — a Batalha de Racławice (4 de abril), a captura de Varsóvia (18 de abril) e Vilnius (22 de abril) — a Revolta sofreu um duro golpe: as forças da Rússia, Áustria e Prússia juntaram-se em uma intervenção militar. Historiadores consideram que o fracasso da Revolta se deveu ao fato da gigantesca superioridade numérica das três forças invasoras. A derrota das forças de Kościuszko levou a terceira e final partição da República das Duas Nações em 1795.

### Legado
Contudo, a lembrança da segunda moderna constituição nacional codificada do mundo — reconhecido pelos cientistas políticos como um documento muito progressista para o seu tempo — por gerações ajudou a manter vivas as aspirações polonesas por uma independência, uma sociedade justa e contínua a contar com os esforços dos descendentes de seus autores. Na Polônia ela é vista como a culminação de tudo que foi bom e iluminado na cultura e história da Polônia. O dia de sua aprovação - 3 de maio - tem sido considerado como o feriado cívico mais importante na Polônia desde a recuperação de sua independência em 1918.
Antes da Constituição de 3 de maio, na Polônia o termo "constituição" (polonês: konstytucja) denotava toda a legislação, de qualquer tipo, que havia sido aprovada em uma Sejm. Somente com a aprovação da Constituição de 3 de maio é que konstytucja assume seu moderno significado de um documento fundamental de governo.
O próprio conceito de uma constituição nacional codificada foi revolucionário na história dos sistemas políticos. A primeira constituição foi a Constituição da Córsega de 1755. A segunda foi a Constituição dos Estados Unidos da América, escrita em 1787, que começou a vigorar em 1789. E a terceira foi a Constituição adotada pela República das Duas Nações em 3 de maio de 1791. Essas três cartas de governo, bem como a Constituição francesa de 1791, são importantes marcos na história da democracia. Em contraste com as grandes monarquias absolutistas, foram referências democráticas. Os reis da República das Duas Nações foram eleitos e o parlamento da República (a Sejm) possuía ampla autoridade legislativa. Sob a Constituição de 3 de maio, a Polônia concedeu privilégios políticos às "pessoas comuns" e à nobreza (a szlachta), que constituía cerca de dez por cento da população do país. Este percentual se aproximava muito do direito ao voto na América contemporânea, onde o efetivo sufrágio era limitado aos homens proprietários de terras.
A derrota do liberalismo polonês foi apenas um temporário retrocesso à causa da democracia. A destruição do estado polonês somente diminuiu o ritmo da expansão democrática, até então já consolidada na América do Norte. Movimentos democráticos logo começaram a derrubar as monarquias absolutistas da Europa. A Constituição de 3 de maio foi traduzida, em forma resumida, para o francês, o alemão e o inglês. Os revolucionários franceses homenagearam o Rei Stanisław Augusto e a Constituição — não somente por seu caráter progressista, mas devido à Guerra em defesa da Constituição e a Revolta de Kościuszko terem mantido ocupadas as forças russas e prussianas que não puderam ser usadas contra os revolucionários franceses. Thomas Paine considerou a Constituição de 3 de maio como uma grande inovação. Edmund Burke a descreveu como "o mais nobre benefício recebido por uma nação em todos os tempos…. Estanislau II ganhou um lugar entre os maiores reis e estadistas na história." Por fim, o que os conservadores conseguiram foi só retardar a ascensão da democracia na Europa por mais um século; depois da Primeira Guerra Mundial a maioria das monarquias europeias foram substituídas por estados democráticos, inclusive a renascida, Segunda República Polonesa.

## Características
O Rei Stanisław Augusto descreveu a Constituição de 3 de maio, segundo o relato da época, como "baseada principalmente naquelas da Inglaterra e Estados Unidos da América, mas evitando as faltas e erros de ambas, e adaptada o máximo possível às particularidades locais e circunstâncias do país." Realmente, as constituições nacionais polonesas e estadunidense refletiram semelhanças devido as influências do Iluminismo, incluindo a defesa de uma separação e equilíbrio entre os três poderes de Montesquieu — deste modo, nas palavras da Constituição de 3 de maio (artigo V), "a integridade dos estados, a liberdade civil e a ordem social sempre permanecem em equilíbrio" — como também a advocacia de Montesquieu de uma legislatura bicameral.
A Constituição compreendia onze artigos. Ela introduziu o princípio da soberania popular (aplicado à nobreza e às pessoas comuns) e uma separação dos poderes em Legislativo (uma Sejm bicameral), Executivo ("o Rei e sua corte") e ramos do Judiciário.
A Constituição avançou a democratização da política pela limitação das excessivas imunidades legais e prerrogativas políticas dos nobres sem terras, enquanto garantia às pessoas comuns segurança pessoal, o direito de adquirir terras, elegibilidade para cargos de oficiais militares, funcionalismo público e participação na nobreza (szlachta). O Ato de Governo também colocou os camponeses da República "sob a proteção das leis nacionais e do governo"; um primeiro passo em direção ao fim da servidão e a libertação daquela classe social maior e mais oprimida.
A Constituição de 3 de maio estipulou para uma Sejm, "ordinariamente" reunir-se a cada dois anos e "extraordinariamente" sempre que for exigido por uma emergência nacional. A sua câmara inferior — a Câmara dos Deputados (polonês: Izba Poselska) — seria composta por 204 deputados e 24 plenipotenciários das cidades reais; a sua câmara superior — a Câmara dos Senadores (polonês: Izba Senacka) — seria formada por 132 senadores (voivodas, castelãos, ministros de governo e bispos).

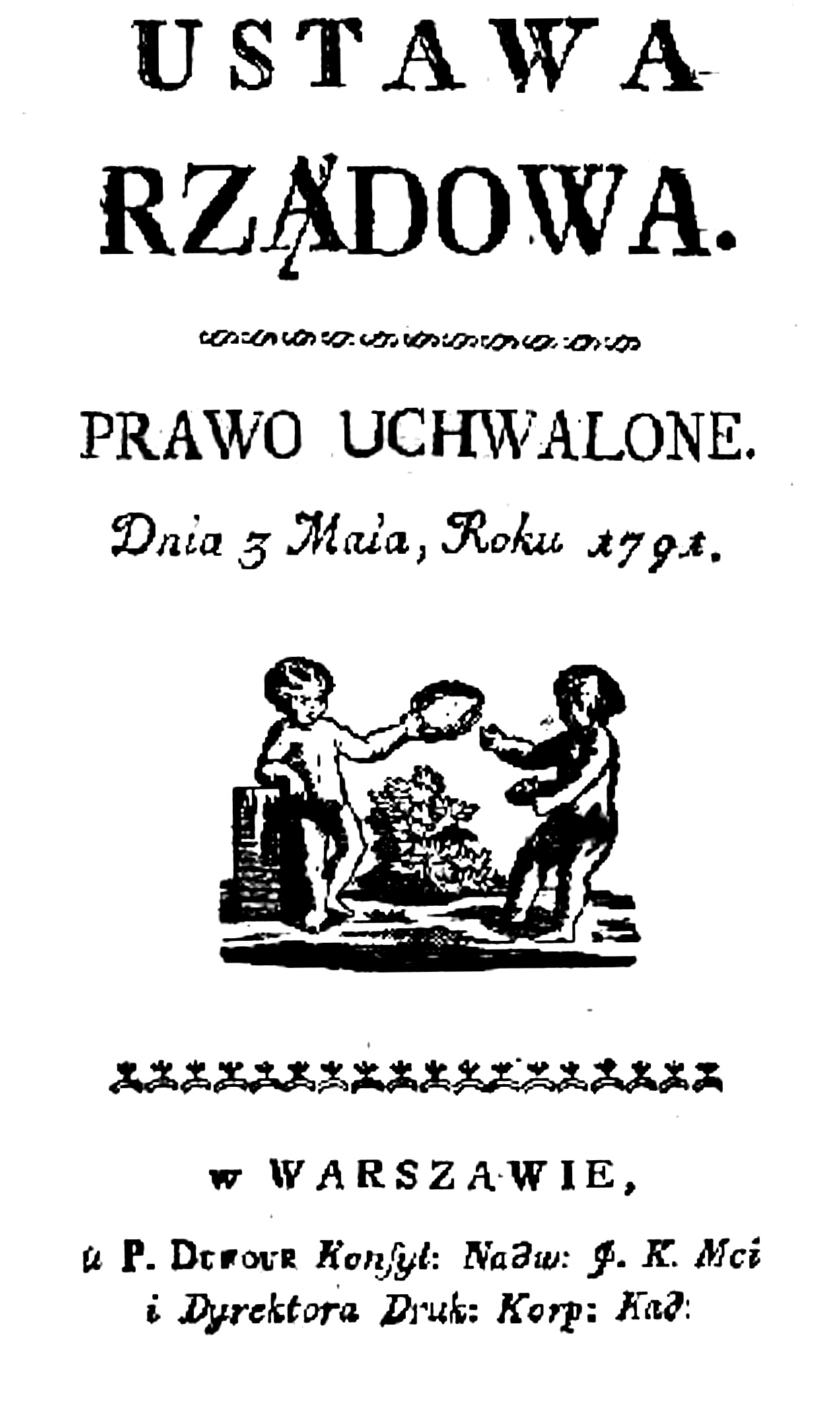
Página título de Piotr Dufour 1791 edição da Constituição polonesa de 3 de maio (Ato de Governo)

O Poder Executivo estava nas mãos do conselho real, chamado de Guardião das Leis (polonês: Straż Praw). Este conselho era presidido pelo Rei e composto de cinco ministros indicados por ele: um ministro da polícia, ministro do selo (o mesmo que assuntos internos — o selo era um tradicional atributo dos antigos Chanceleres), ministro do selo dos assuntos externos, ministro belli (da Guerra) e ministro da fazenda. Os ministros eram indicados pelo rei, mas de confiança da Sejm. Além dos ministros, os membros do conselho incluíam o Primaz católico romano (que era também presidente da Comissão de Educação) e o Príncipe herdeiro, o Presidente da Sejm, e dois secretários. Este conselho real era semelhante ao conselho que tinha funcionado nos dois séculos anteriores desde a publicação dos "Artigos do Rei Henrique" (1573). Os Atos do rei necessitavam também da assinatura do respectivo ministro.
Para promover a integração e a segurança da República, a Constituição aboliu a anterior união da Polônia e Lituânia em favor de um estado unitário e mudou a forma de governo de uma individual para uma monarquia eletiva. Esta recente provisão foi no sentido de reduzir as destrutivas competições de forças estrangeiras em cada eleição real. Sob os termos da Constituição de 3 de maio, na morte de Stanisław Augusto o trono da Polônia se tornaria hereditário e passaria para Frederico Augusto I da Saxônia da Dinastia Wettin, que tinha fornecido recentemente dois reis eleitos para a Polônia.
A Constituição aboliu várias fontes institucionais que enfraqueciam o governo e produziam a anarquia nacional, incluindo o liberum veto, as confederações, as sejms confederadas (paradoxalmente, a Sejm de quatro anos foi uma sejm confederada) e a excessiva influência das sejmiks (sejms regionais) obrigando seus deputados a seguirem suas instruções.
A Constituição reconheceu a fé Católica Romana como a "religião dominante", mas garantiu a tolerância à liberdade religiosa. O Exército seria constituído de 100 000 homens. Ficou estipulado o imposto de renda (10% para a nobreza, 20% para a Igreja). Emendas à Constituição poderiam ser feitas a cada vinte e cinco anos.
A Constituição de 3 de maio reconheceu, como fazendo parte dela, o ato de Nossas Cidades Reais Livres nos Estados da Comunidade que tinha sido aprovado em 18 de abril de 1791 (Constituição, artigo III) e o ato sobre as sejms regionais (Sejmiki) aprovado no último 24 de março de 1791 (artigo VI). Algumas autoridades consideram ainda como fazendo parte da Constituição a Declaração das Propriedades Reunidas de 5 de maio de 1791, confirmando o Ato de Governo adotado dois dias mais cedo e a Declaração Mútua dos Dois Povos (da Polônia e do Grão-Ducado da Lituânia) de 22 de outubro de 1791, confirmando a unidade e a indivisibilidade da Polônia e do Grão-Ducado. As previsões do Ato de governo foram regulamentadas por um número de leis aprovadas em maio–junho de 1791 nas sejms (dois atos de 13 de maio), a Proteção (1 de junho), a comissão de polícia nacional (que é ministério: 17 de junho) e administração cívica (24 de junho).
A Constituição de 3 de maio deixou por último um trabalho que vinha sendo desenvolvido. Seu co-autor Hugo Kołłątaj anunciou estar trabalhando em "uma constituição econômica …que garantiria a todos o direito à propriedade e afiançando proteção e honra a todo o tipo de trabalho…". Ainda uma terceira lei fundamental foi mencionada por Kołłątaj: uma "constituição moral", uma provável analogia polonesa à Declaração dos Direitos dos Cidadãos estadunidense e a Declaração dos Direitos do Homem e do Cidadão francesa.

## Feriado
O 3 de Maio foi primeiro declarado um feriado (Feriado da Constituição de 3 de maio, Święto Konstytucji 3 Maja) em 5 de maio de 1791. Ilegal durante o período das Partições, ele foi declarado novamente feriado na Segunda República Polonesa em abril de 1919. Proibido pelas forças de ocupação da Alemanha Nazista e da União Soviética durante a Segunda guerra mundial, depois das demonstrações dos estudantes anticomunistas em 1946 e não foi apoiado pela República do Povo da Polônia, no qual ele foi substituído pelo Dia do Trabalho em 1 de maio e proibido em janeiro de 1951. Até 1989, era um dia geralmente usado para protestos antigoverno e anticomunista. Depois da queda do comunismo, em abril de 1990 ele foi restabelecido e na Polônia atual é um feriado oficial.